# 句点
句点（くてん）は、文の終わりを示す記号である。
通常は「。」である。

## 概説
現代の通常の文章では原則は「。」を使い、通称で「マル」という。文の最後の字の右下に小さな中白の点「。」を添える。
なお、句点「。」と読点（「、」）を合わせて句読点と呼ぶ。
疑問符「?」（ハテナ）や感嘆符「!」（ビックリ）の後ろには句点を付けない。すなわち、「?」「!」は、それ自体が句点のように文章の終わりを示す役割も兼ね備えさせていることが多い。改行せずに新たな文が続くときは「食すべきか、痩せるべきか？　それが問題だ！」のように間に空白を入れる。
文の終わりを示しているという点で、英語のピリオド「.」（終止符）におおむね相当している。
なお、情報技術系の論文では、例外的に、「。」に加えて「．」も用いられる。
なお、見た目は似たように見える「。」（マル）でも、日本、中華人民共和国、台湾など、国により「。」を配置する位置（行内の左右の位置など）が異なり、フォントは別物として作られており、Unicodeも異なっている。

## 通常の文章の場合
小説、脚本などでも、教科書、広辞苑などの国語辞書、新聞記事、一般の書籍（実用書、ビジネス書 等）でも、もっぱら「。」が用いられる。
小学校の国語、算数、理科、社会、中学校の国語、社会、数学、理科、音楽、美術、保健体育、技術家庭...　等、いずれの教科書も句点は、もっぱら「。」を用いる。
たとえ横書きであっても、句点は「。」を用いるのが原則である。
1952年に内閣官房長官名で出された「公用文作成の要領」（昭和27年4月4日内閣閣甲第16号依命通知）でも、「句読点は，横書きでは「，」および「。」を用いる。」とされている。

## 情報処理学会などの場合
ただし上のルールには例外がある。
情報処理学会や電子情報通信学会の学会誌では、「。」に加えて、全角の「．」も用いられる。両者に意味の違いはない。
一文書中で両者が混在すると違和感を生むので、一文書中では一方のみを使用する。上記の出典元である電子情報通信学会などの学会やその専門誌などでは、どちらを使用するか雑誌全体で統一することが多い。
なお、日本語文の句読点に全角の「，」と「．」を使う場合であっても、文書内に英文が埋め込まれる際、通例その英文中では英数字用の（半角の）「,」と「.」が使われる。
情報学会の論文に倣って、主にIT関連分野で横書きの論文などで「。」に加えて「.」を用いる例が増えた。とは言え、横書きの論文全体がそうなったわけではない。原則はあくまで「。」である。
この使い分けは読点が「、」か「，」かとは必ずしも一致せず、「、。」「，．」「，。」「、．」の全ての組み合わせがある。Microsoft IMEやATOKといった日本語入力に対応したソフトウェアでは、既定の句読点の組み合わせを設定できるようになっているものもある。

## 句点の省略
古代から江戸時代までの手紙や挨拶文では、句読点を除いて書かれていた伝統が息長く続き、除かれることが多かった。現代では読みやすさが重視されて、記述されるケースが徐々に増えている。
詩の場合
詩、歌詞、短歌、俳句などの類ではほとんどすべての場合、句点がすべて除かれて記述される。ただし改行が多用される。
詩の場合は、紙面に限りがある場合など、圧縮して表記しなければならない場合は、改行、あるいは「。」および改行の代わりに「／」が使われることがある。
例：「鏡よ鏡よ鏡さん／世界一の美人は誰かしら／そこまで自信はないけれど」
ただし、全く同一の詩歌でも、紙面に余裕がある場合は、改行して印刷する場合がある。
例：

賞状の場合
賞状には句読点を除くしきたりが根強く残っている。
新聞コラム
新聞のコラムや雑誌の編集後記では、省スペースのため、段落の区切りで普通使われる句点と改行に代えて「▼」が使われることがある。
マンガ
漫画の台詞では編集方針により異なる。
その他
現代における絵文字や顔文字については、文末に付けるという用法が共通していることからか、疑問符・感嘆符と同様に句点は省略される。
ダッシュ記号「──」の後ろで改行するときは句点を付けないことが多い。
リーダー記号「……」の後ろには「やっぱり食べよう……。」のように句点を付けることが多い。なお、出版業界では三点リーダー「…」を単独で用いるのではなく、2回続けて「……」とする用法が一般的とされている。
。）の扱い
句点と閉じ括弧が連続する「。）」の場合に、句点が省略されて「）」だけになることがある。たとえば、
「好物（私の場合は食べ物すべて好物だ。）を目の前にするとたまらない。」
の「。）」を「）」だけにするケースである。
日本エディタースクール編『文字の組方ルールブック タテ組編』によれば、「。）」について、文章が続くとき（短い注釈、引用等）ときは句点を省くほうがよく、文章が切れるとき（会話文等）は省かないほうがよいとされる。
ただし、現代はどちらの場合も句点を省略することが多い。
次に句点と開き括弧が連続する「。（」の場合について述べる。文がうしろに別の文群を括弧で括って伴うとき、「《文》。（《文群》。）」とも書くが、文2が文1に従属している感じが強ければ「《文》（《文群》。）」として句点をまとめる。すなわち、「。（」を「（」だけにする。
例：「食べても太らない薬を発明して欲しい（既にあるかもしれないが。）」
法令は一般の文章の傾向と異なり、括弧内が文であるがそこで文章が切れていない場合にも、句点を省略しないことが多い。
例（特許法第二条）：
　「物（プログラム等を含む。以下同じ。）の発明にあつては、」〔以下略〕
また、これは法令に限らないが、項目の箇条書きでは句点を除くことが多い。句点を付ける場合もある。
句点を付けていない箇条の例（特許法第二条）：
　「二 　方法の発明にあつては、その方法の使用をする行為」
句点を付けている箇条の例（特許法第十七条）：
　「一 　手続が第七条第一項から第三項まで又は第九条の規定に違反しているとき。」
使用と不使用の混在
いずれにしても、ひとまとまりの箇条書き中に、句点で終わっている箇条と句読点でない文字で終わっている箇条とが混在しない書き方にしたほうが美しい。
（間違いではないが）美しくない例
1. 一応カロリーを頭に入れておくことと、
2. 運動
3. 体重を気にしすぎない。
4. 恋人作り

美しい例
1. 一応カロリーを頭に入れておく
2. 運動する
3. 体重を気にしすぎない
4. 恋人を作る

## タイポグラフィ

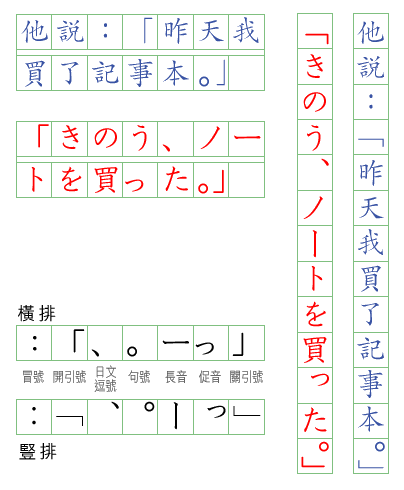
横書きおよび縦書きでの句点の位置

### 日本
横書きでは文字の高さの中で下端におかれ、モノ組みおよび等幅フォントの場合は左下におかれる。縦書きでは文字幅の中で右端に寄せて、モノ組みおよび等幅フォントおよび原稿用紙などでは右上に打たれる。
印刷物では、句点は二分（横書きなら幅が半分、縦書きなら高さが半分）で、その後を二分アキとし、合わせて一分（通常の正方形の文字サイズ）とする。
コンピュータのフォントの場合、等幅フォントでは、通常の和文字と同様に正方形のセルの中で、横書きならその左下、縦書きならその右上に「。」が打たれる。印刷物と対比すると、句点のあとの二分アキも含まれていることになるので、後にさらにスペースを入れることはしない。横書きと縦書きでは表示が異なるがJIS X 0208などではコードポイントは同じなので、レンダリングエンジン（表示ソフト）が判断して表示を制御しなければならない。ただし、環境によっては縦書きの字形を「︒」でもっている文字コードなどがありそちらを区別して使用することもある。
半角文字と空白を使った「. 」と全角文字「．」の使い分けは面倒で見分けも難しいが、執筆者に厳密に統一を要求する場合もある。
閉じ鍵括弧の《」》および《』》が句点の直後にくる場合、右図のようにひとつの枡に表記することがある。

### 中国
中国では句号と呼び、日本と同様に右下に円で表記する。

### 台湾と香港
台湾と香港では句號と呼び日本や中国本土と違い、正方形のセルの中央に円を打つ。日本語のナカグロ「・」と同様である。
コンピュータの場合、日本・中国の句点と台湾の句点は統合され同じコードポイントが割り当てられているので、言語タグなどの書式情報で、表示を制御する必要がある。

## フォントの符号位置
| 記号 | Unicode | JIS X 0213 | 文字参照          | 名称                                                 |
| ---- | ------- | ---------- | ----------------- | ---------------------------------------------------- |
| 。   | U+3002  | 1-1-3      | &#x3002; &#12290; | 句点 Ideographic Full stop                           |
| ｡    | U+FF61  | 1-1-3      | &#xFF61; &#65377; | 句点 (半角) Halfwidth Ideographic Full stop          |
| ︒   | U+FE12  | -          | &#xFE12; &#65042; | PRESENTATION FORM FOR VERTICAL IDEOGRAPHIC FULL STOP |

半角句点「｡」は、いわゆる半角カナの範疇に含まれる。

## 歴史

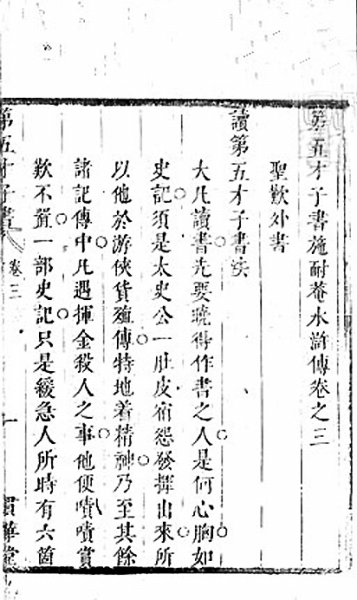
金聖嘆本水滸伝。句点と読点を区別せずマルを使用

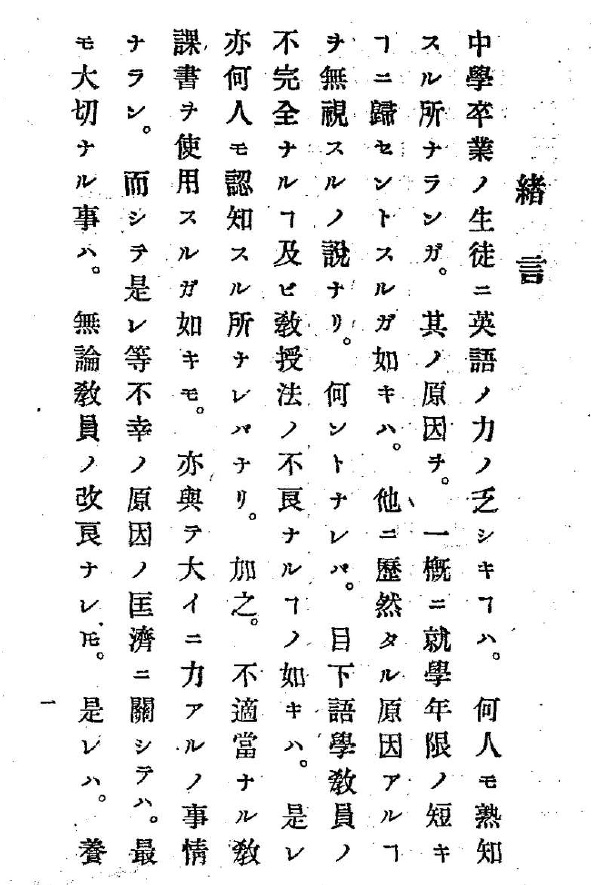
外山正一「英語教授法」明治30年（1897年）緒言より

中国では古くからテンやマルが句切り記号として使われていたが、その使い方は一定せず、点を打つ位置によって句点と読点を区別したり、句点と読点の区別がなかったり、また句読点自体が印刷されておらず、読者の側で句読を切る必要のあるものもあった。清末に西洋風のコンマ・コロンなどの句切り符号が導入され、マルは句点としてのみ使われるようになった。
日本でも古くは中国と同様であり、明治以降活版印刷が行われるようになって以降、欧文の翻訳文への終止符・疑問符・感嘆符の替わりとして使用されはじめ、純粋な日本語文書にも定着した。しかし大正新脩大蔵経のような書物ではマルのみが使われている。

## 句点を含む名称
句点は文章中に用いられるものであり、固有名詞やタイトルに句点が含まれる事はあまりなかった。1980年代に糸井重里が「じぶん、新発見。」（1980年、西武百貨店の広告）、「不思議、大好き。」（1981年、西武百貨店）、「おいしい生活。」（1982年、西武百貨店）などのキャッチコピーに句点を使用したことがきっかけとなり、作品のタイトル等にも句点を用いることが流行した。1990年代のモーニング娘。の登場以来、芸名やグループ名などに句点を用いる例が増えた。2012年の衆議院選挙では、各政党のキャッチコピーに頻繁に使われた。
- ただいま。 愛がなくちゃね。（矢野顕子のアルバム。糸井重里が作詞者として参加）
- 想い出づくり。（1981年放送のテレビドラマ）
- いいひと。（高橋しんの漫画）
- 一週間フレンズ。（葉月抹茶の漫画）
- 伝染るんです。（吉田戦車の漫画）
- エコモニ。
- カントリー娘。
- 君に、胸キュン。（YMOの楽曲）
- 君の名は。（新海誠の映画）
- 君たちキウイ・パパイア・マンゴーだね。（中原めいこの楽曲）
- ココナッツ娘。
- 女子アナ。（テレビドラマ）
- 大熱血。（火浦功の小説）
- ですよ。
- 野ブタ。をプロデュース
- ハッピーの条件。（とらばーゆのキャッチコピー、PINK SAPPHIREの楽曲）
- ハロー!モーニング。
- ほっしゃん。
- まっすぐにいこう。（きらの漫画）
- ミニモニ。
- モー。たいへんでした（テレビ番組）
- モーニング娘。
- ロマンポルシェ。
- 彼とカレット。（tugenekoの漫画）
- ゲスの極み乙女。（バンド）
- どんなときも。、超えろ。（共に槇原敬之の楽曲）
- はてにゃん。

## 脚註
1. 1 2  「句点」『デジタル大辞泉』。コトバンクより2025年8月10日閲覧。
2. ↑  「句点」『精選版 日本国語大辞典』。コトバンクより2025年8月10日閲覧。
3. ↑  情報処理学会. “情報処理学会誌原稿執筆案内”. 2019年8月11日閲覧。 “句読点は“．”および“，”を用い、それぞれ1画（1字分）を用いる。”
4. ↑  電子情報通信学会. “和文論文誌　投稿のしおり”. 2019年8月11日閲覧。 “句読点は，句点「．」と読点「，」をそれぞれ全角で用いる．”
5. 1 2  日本エディタースクール『文字の組方ルールブック ヨコ組編』p.7、日本エディタースクール出版部、2001年
6. ↑  句読点を「、。」から「，．」に変更する | 日経 xTECH（クロステック）
7. ↑  “狭山事件に募る疑問――校閲的に気になる「点」”. 毎日ことばplus (2025年4月20日). 2025年4月20日閲覧。
8. ↑  三点リーダーの使い方 | 物書きのための文章作法
9. ↑  日本エディタースクール『文字の組方ルールブック タテ組編』p.16、日本エディタースクール出版部、2001年
10. ↑  日本エディタースクール『文字の組み方ルールブック タテ組編』P.10、日本エディタースクール出版部、2001年
11. ↑  国家技术监督局. “《中华人民共和国国家标准标点符号用法》”. 2012年10月20日時点のオリジナルよりアーカイブ。2013年9月22日閲覧。 1995年12月13日発布、1996年6月1日施行
12. ↑  教育部國語推行委員會 (中華民國97-12 エラー: 日付が正しく記入されていません。（説明）). “《重訂標點符號手冊》修訂版--句號”. 2013年9月22日閲覧。[リンク切れ]
13. ↑  「あゝ原点。」「少年の入り口、夏。少年の出口、夏。」（長沢岳夫）など、単語・句・節に句点を付けたキャッチコピーは1980年以前にも存在した。
14. ↑  “「、」「。」なぜ多い　政党のキャッチコピー”. 2012年12月12日時点のオリジナルよりアーカイブ。 Template:Cite webの呼び出しエラー：引数 accessdate は必須です。